# Mike Bryan
Michael Carl "Mike" Bryan (Camarillo, Kalifornija, 29. travnja 1978.) je američki profesionalni tenisač. Visok je 191 cm, težak 87 kg i igra desnom rukom. Profesionalac je postao 1998. Uz brata bliznaca  Boba, jedan je od najboljih igrača u konkurenciji parova u posljednjih nekoliko godina.

## Vanjske poveznice
- Profil na ATP-u
- Službena stranica